# 瑟西莉雅·亞提亞斯
瑟西莉雅·玛丽亚·萨拉·伊莎贝尔·亞提亞斯（法語：Cécilia María Sara Isabel Attias，1957年11月12日—），法国前任法國總統尼古拉·薩科齊的第二任妻子及前法國第一夫人。兩人相愛後分別在1988年及1996年離開了自己的配偶並在1999年結為夫妻。他们育有一子：路易。

## 生平
2007年10月，她与萨科齐宣布離婚。她之後承認離婚的原因是她早於2005年已愛上了商人里夏尔·亞提亞斯（Richard Attias）。2008年，她成為了亞提亞斯的妻子。